# Petroica multicolor
La petroica de la Norfolk (Petroica multicolor) es una especie de ave paseriforme de la familia Petroicidae endémica de la isla Norfolk, un territorio australiano en el mar de Tasmania.

## Taxonomía
Fue descrita científicamente por el naturalista alemán Johann Friedrich Gmelin en la decimotercera edición de Systema naturæ como Muscicapa multicolor.
Era considerada conespecífica con la petroica escarlata (Petroica boodang) de Australia, pero fueron separadas en 1999, quedando agrupada como una subespecie de la petroica del Pacífico, de la que fue separada como especie distinta en 2015.

## Descripción
Las aves adultas miden entre 12,5 y 13,5 cm de longitud y pesan entre 12 y 18 gramos.
El plumaje es similar al de la petroica del Pacífico y de la petroica escarlata. Los machos adultos son distintivos, las partes superiores son principalmente negras con una gran mancha blanca en la frente, barras blancas en las alas y puntas vestigiales blancas en la cola. El pecho y la parte superior del vientre son de color rojo brillante con la parte inferior del vientre blanco. La hembra es mucho más opaca, principalmente de color marrón con el pecho rosado. Las aves inmaduras son similares a las hembras.

## Distribución y hábitat
Está restringido a la isla Norfolk, donde se limita en gran parte al monte Pitt del parque nacional Isla Norfolk y a los remanentes de bosques cercanos. Habita principalmente la selva subtropical nativa, con densidades más bajas en otros hábitats boscosos. Prefiere áreas con un sotobosque denso y una capa de terreno abierto con suelo profundo y húmedo para el forrajeo.

## Estado y conservación
Tras un período de declive a la década de 1980, cuando desapareció de muchas partes de la isla, la población aparentemente se estabilizó y se estimó en 400-500 parejas en 1988 con pocos cambios en 1997. Las amenazas actuales incluyen la degradación del hábitat Y la depredación por ratas negras y gatos salvajes introducidos. Se considera «en peligro de extinción» debido al tamaño restringido de la población y el área de su distribución. Las acciones continuas de manejo de conservación incluyen el control de ratas y gatos salvajes para minimizar la depredación, así como el control de malezas invasivas para minimizar la degradación del hábitat. Se ha propuesto reintroducir la especie en la cercana isla Phillip cuando el hábitat se regenere y sea adecuado para el ave.